# Too Busy to Work
Pour plus de détails, voir Fiche technique et Distribution.
Too Busy to Work est un film dramatique américain de 1932 réalisé par John G. Blystone, écrit par Barry Conners et Philip Klein, et mettant en vedette Will Rogers, Marian Nixon, Dick Powell, Frederick Burton, Charles Middleton et Louise Beavers. Il est sorti le 2 décembre 1932 par Fox Film Corporation.

## Fiche technique
- Titre : Too Busy to Work
- Réalisateur : John G. Blystone